# Gibril Sankoh
Gibril Sankoh est un footballeur international sierraléonais, né le 15 mai 1983 à Freetown en Sierra Leone. Il évolue comme stoppeur.

## Palmarès
Henan Construction
- Vainqueur de la Chinese League One en 2013.